# ميخائيل كابلان
ميخائيل كابلان (بالإنجليزية: Michael Kaplan)‏ هو مصمم أزياء تقليدية ومصمم أمريكي، ولد في القرن العشرين في فيلادلفيا في الولايات المتحدة.

## وصلات خارجية
- ميخائيل كابلان على موقع IMDb (الإنجليزية)
- ميخائيل كابلان على موقع ألو سيني (الفرنسية)
- ميخائيل كابلان على موقع ميوزك برينز (الإنجليزية)
- ميخائيل كابلان على موقع أول موفي (الإنجليزية)
- ميخائيل كابلان على موقع قاعدة بيانات الأفلام السويدية (السويدية)
- ميخائيل كابلان على موقع قاعدة بيانات الفيلم (الإنجليزية)
- ميخائيل كابلان على موقع كينوبويسك (الروسية)